# Emma Coburn
Emma Jane Coburn (Boulder, 19 de octubre de 1990) es una deportista estadounidense que compite en atletismo, especialista en la prueba de 3000 m obstáculos.
Participó en tres Juegos Olímpicos de Verano, entre los años 2012 y 2020, obteniendo una medalla de bronce en Río de Janeiro 2016 y el octavo lugar en Londres 2012.
Ganó dos medallas en el Campeonato Mundial de Atletismo, oro en 2017 y plata en 2019.

## Palmarés internacional
| Juegos Olímpicos   | Juegos Olímpicos        | Juegos Olímpicos  | Juegos Olímpicos  |
| Año                | Lugar                   | Medalla           | Prueba            |
| ------------------ | ----------------------- | ----------------- | ----------------- |
| 2016               | Río de Janeiro (Brasil) | Medalla de bronce | 3000 m obstáculos |
| Campeonato Mundial |                         |                   |                   |
| Año                | Lugar                   | Medalla           | Prueba            |
| 2017               | Londres (Reino Unido)   | Medalla de oro    | 3000 m obstáculos |
| 2019               | Doha (Catar)            | Medalla de plata  | 3000 m obstáculos |